# Michail Nikiforovič Katkov
Michail Nikiforovič Katkov, in russo Михаи́л Ники́форович Катко́в? (Mosca, 13 febbraio 1818 – Znamenskoe-Sadki, 1º agosto 1887), è stato un giornalista russo.

## Biografia
Figlio di un funzionario appartenente alla piccola nobiltà russa, nel 1838 si laureò in storia e filologia nell'Università di Mosca. Trasferitosi a San Pietroburgo nel 1839, viaggiò in Francia, in Belgio e in Germania, dove ascoltò le lezioni di filosofia tenute da Schelling nell'Università di Berlino.
Rientrato in patria, nel 1845 ottenne il dottorato in filologia con la tesi Elementi e forme della lingua russa e divenne professore aggiunto all'Università di Mosca, insegnando logica e psicologia nelle facoltà di filosofia e di giurisprudenza. Nel 1850 le due cattedre furono soppresse e incorporate nell'insegnamento della teologia, così che Katkov lasciò l'Università e nel 1851 pubblicò i Saggi sul periodo antico della filosofia greca e divenne direttore del giornale Moskovskie vedomosti (Московские ведомости, Gazzetta di Mosca), che lasciò nel 1856 per dirigere il Russkij Vestnik, organo liberale e avversario dell'autocrazia.
Con le riforme introdotte in Russia nel 1861, Katkov effettuò una svolta in senso reazionario. Attaccò le concezioni socialiste di Herzen, Ogarëv e Bakunin e, all'indomani della rivolta polacca contro il dominio russo, denunciò la solidarietà dell'emigrazione russa con gli insorti, invocandone la repressione. Favorevole, come il partito slavofilo, all'espansione russa nei Balcani, a seguito del fallimento di questa politica attaccò il ministro degli esteri Nikolaj Girs, chiedendone le dimissioni.
Nel 1882 fu nominato consigliere segreto. Alla sua morte ebbe solenni funerali e fu sepolto nel cimitero del monastero di Novo-Alekseevskij. Nel 1930 il cimitero fu distrutto e le ceneri di Katkov andarono disperse.